# Juan Pablo Carrizo
Juan Pablo Carrizo (sinh ngày 6 tháng 5 năm 1984) là thủ môn người Argentina thi đấu cho CLB Inter Milan tại giải Serie A.